# Orquestra da Terra
Orquestra da Terra foi um grupo vocal dedicado ao estilo sertanejo. O grupo foi formado por Nil Bernardes, Carla de Castro, Cátia Vieira (Cátia Chris) e Márcio Flores.
Em 1996, a canção "Rei do Gado" foi incluída na trilha sonora como tema principal da telenovela O Rei do Gado, da Rede Globo.

## Discografia
- 1996 - Orquestra da Terra, Vol. 1
- 1996 - Rei do Gado (single)